# Партия демократического социализма (Япония)
Партия демократического социализма (яп. 民主社会党 Minshu Shakai-tō, Минсю сякайто:) — существовавшая в 1960—1994 годах политическая партия в Японии, находившаяся на правом фланге социал-демократического движения. ПДС была антикоммунистической и проамериканской организацией, поддерживавшей реформистскую / ревизионистскую социал-демократию в противовес марксизму Социалистической партии Японии, от которой откололась.

## Создание
Партия демократического социализма (ПДС) возникла в 1960 году как правый откол (возглавляемый Нисио Суэхиро) от Социалистической партии Японии, в котором состояло много членов бывшей Правой СПЯ, существовавшей между 1948 и 1955 годами.
Группа Нисио ещё в октябре 1959 года объявила о намерении создать собственную партию в знак несогласия с участием социалистов в борьбе против пересмотра японско-американского соглашения; к концу года она создала «Социалистический клуб». В следующем месяце ещё одна покинувшая СПЯ группа правых социалистов во главе с Имадзуми Исаму образовала «Демократический клуб». В январе 1960 года эти клубы провели учредительный съезд ПДС. Хотя среди рядового актива за ними последовало лишь 5 % членов Социалистической партии, в парламенте СПЯ лишилась 41 депутатов в Палате представителей и 18 — в Палате советников.
Рассекреченные документы правительства США продемонстрировали, что к созданию новой партии подталкивало и финансирование со стороны ЦРУ. Оно было призвано подорвать политическую оппозицию правящей консервативной Либерально-демократической партии, поддерживаемой США.

## Идеология
ДСП декларировала построение общества демократического социализма посредством эволюционных изменений существующего капиталистического строя и была членом Социалистического Интернационала с 1961 года. Свой программный документ приняла в 1962 году. В программе ПДС объявлялась «надклассовой национальной партией», высшим принципом деятельности которой провозглашалось содействие «свободному развитию человеческой личности».
ПДС поддерживала «создание государства всеобщего благосостояния на основе смешанной экономики», при которой экономическое планирование не должно ограничивать свободу действий частной инициативы, а государственный контроль над отдельными отраслями производства сочетается со всесторонним использования механизма ценообразования и свободной конкуренции. Партия выступала за обеспечение полной занятости, для чего предполагалось всемерно развивать современные отрасли производства, расширить торговлю и сократить рабочее время до 40-часовой недели (в мае 1979 г. на XXIV съезде ПДС утвердила свой среднесрочный экономический план преодоления кризисных явлений в японской экономике, призывавший к вовлечению трудящихся в управление экономикой, что должно было бы увеличить их «ответственность»).
ПДС резко выступила против тоталитаризма и решительно поддерживала союз Японии и США («договор безопасности»). Это обеспечивало проамериканскому и антикоммунистическому альянсу ЛДП большинство в обеих палатах. При этом во внешнеполитическом разделе программы ПДС 1962 года содержались призывы к сохранению мира, прекращению гонки вооружений и созданию «всемирного государства».

## История
В 1960-х в ПДС велись дискуссии по поводу будущей военной политики Японии — руководство признало право страны на собственные вооруженные силы, тогда как функционеры провинциальных организаций выступали за невооружённый нейтралитет. Другим важным направлением деятельности партии в этот период было более тесное сотрудничество с профсоюзным движением, прежде всего с объединением «Домэй» (а также с конфедерацией работников частного сектора «Рэнго»), обеспечивавшей ПДС львиную долю финансовой и организационной поддержки. В обмен лидеры этого профцентра привлекались в руководящие органы партии и выдвигались от ее имени кандидатами на различных выборах.
К началу 1970-х ПДС, хотя и оставалась на позициях, более близких правящей ЛДП, чем оппозиционным партиям, предлагала свои проекты создания коалиционного правительства с СПЯ и Комэйто (но не Коммунистической партией Японии).
В 1980-х усилившаяся ПДС (на выборах 1983 года получившая свой максимум в нижней палате — 38 мандатов) в поиске союзников основной упор делала уже не на СПЯ, а на прочие левоцентристские и центристские силы страны: Комэйто, Новый либеральный клуб, Социал-демократический союз.

## Роспуск
Итогом подобных процессов стал самороспуск ПДС в 1994 году и её вступление в Партию новых рубежей, куда также вошли преимущественно правоцентристские, неолиберальные и консервативные группы — поправевшая Комэйто, Новая партия, Партия обновления и группа бывших членов ЛДП. В 1996 году Социалистическая партия Японии была преобразована в Социал-демократическую партию. Два года спустя, в 1998 году, Партия новых рубежей распалась, и большинство бывших членов ПДС в конечном итоге вступили в Демократическую партию Японии. 
Несмотря на роспуск ПДС в 1994 году, её молодежная организация просуществовала до 2003 года и была членом Международного союза социалистической молодежи (IUSY). Некоторые из её бывших членов и независимых социал-демократов затем создали новую молодежную организацию «Молодые социалисты», сохранявшую полноправное членство в IUSY, однако окончательно распущенную 8 марта 2008 года.

## Международные аналоги
На международном уровне ПДС в Японии можно сравнить с «Демократическими социалистами '70» в Нидерландах — ещё одним центристским и антикоммунистическим отколом правого крыла полевевшей социал-демократической партии.